# Epimelitta ornaticollis
Epimelitta ornaticollis là một loài bọ cánh cứng trong họ Cerambycidae. Nó được miêu tả lần đầu bởi Zajciw vào năm 1973.